# 광물유

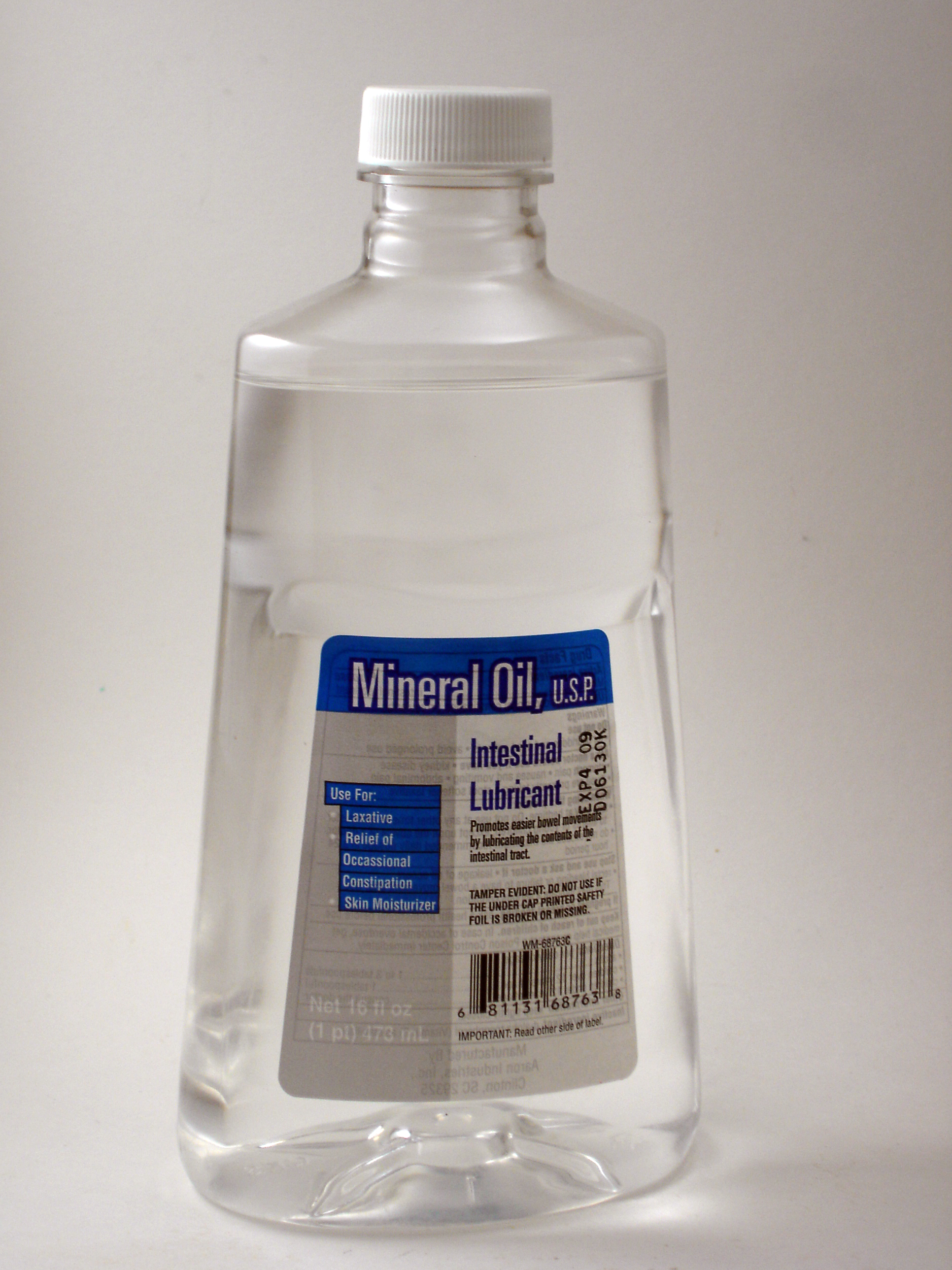

광물유(鑛物油) 또는 미네랄 오일(mineral oil)은 원유를 정제하는 과정에서 생성되는 부산물이다. 주성분은 알케인(alkane)과 파라핀(paraffin)이다. 광물유는 상대적으로 값이 싼 물질이며, 매우 대량으로 생산된다.

## 용도
- 정제된 광물유는 변압기유(油)로 사용된다.
- 윤활유
- 향을 첨가하여 영국, 미국, 프랑스 등지에서 베이비 오일(baby oil)로 판매된다.
- 냉각제
- 표본액으로 사용된다.
- API Kit에서 혐기적 조건 형성에 이용된다.

## 광물유의 다른 이름
- 미네랄 오일
- 베이비 오일
- 케이블 오일
- 액체 파라핀
- 액체 석유
- 광유(鑛油)
- 화이트오일